# Super Bowl LVI
Super Bowl LVI was de 56ste editie van de Super Bowl en de finale van het seizoen 2021 van de NFL. De finale ging tussen Los Angeles Rams en de Cincinnati Bengals. De wedstrijd werd gewonnen door de Rams die in hun eigen stadion kampioen werden.

## Kwalificatievolgorde
De teams die gekwalificeerd zijn voor de play-offs, zijn de 8 teams die hun divisie haalden en in elke conferentie de volgende 3 teams die de meeste overwinningen hebben behaald tijdens het normale seizoen. Onder deze 14 teams is er ook onderscheid in sterkte. Het beste team van elke conferentie speelt géén wedstrijd tijdens de Wildcard Round.
De benaming van de rangschikking voor de play-offs noemt men "seeds".

### AFC –American Football Conference
| seed | team                 | opmerking                          |
| ---- | -------------------- | ---------------------------------- |
| #1   | Tennessee Titans     | Vrijstelling in de Wildcard Round  |
| #2   | Kansas City Chiefs   | Thuiswedstijd in de Wildcard Round |
| #3   | Buffalo Bills        | Thuiswedstijd in de Wildcard Round |
| #4   | Cincinnati Bengals   | Thuiswedstijd in de Wildcard Round |
| #5   | Las Vegas Raiders    |                                    |
| #6   | New England Patriots |                                    |
| #7   | Pittsburgh Steelers  |                                    |

### NFC –National Football Conference
| seed | team                 | opmerking                          |
| ---- | -------------------- | ---------------------------------- |
| #1   | Green Bay Packers    | Vrijstelling in de Wildcard Round  |
| #2   | Tampa Bay Buccaneers | Thuiswedstijd in de Wildcard Round |
| #3   | Dallas Cowboys       | Thuiswedstijd in de Wildcard Round |
| #4   | Los Angeles Rams     | Thuiswedstijd in de Wildcard Round |
| #5   | Arizona Cardinals    |                                    |
| #6   | San Francisco 49ers  |                                    |
| #7   | Philadelphia Eagles  |                                    |

## Wedstrijdschema
|  | Wildcard Play-offs              | Wildcard Play-offs              |                                 |                          | Divisional Play-offs        | Divisional Play-offs        |                     |    | NFC & AFC Championships     | NFC & AFC Championships     |  |  | Super Bowl LVI         | Super Bowl LVI         |
|  |                                 |                                 |                                 |                          |                             |                             |                     |    |                             |                             |  |  |                        |                        |
|  | 16 jan. – Arrowhead Stadium     | 16 jan. – Arrowhead Stadium     |                                 |                          | 23 jan. – Arrowhead Stadium | 23 jan. – Arrowhead Stadium |                     |    | 30 jan. – Arrowhead Stadium | 30 jan. – Arrowhead Stadium |  |  | 13 feb. – SoFi Stadium | 13 feb. – SoFi Stadium |
|  | 16 jan. – Arrowhead Stadium     | 16 jan. – Arrowhead Stadium     |                                 |                          | 23 jan. – Arrowhead Stadium | 23 jan. – Arrowhead Stadium |                     |    | 30 jan. – Arrowhead Stadium | 30 jan. – Arrowhead Stadium |  |  | 13 feb. – SoFi Stadium | 13 feb. – SoFi Stadium |
|  | 16 jan. – Arrowhead Stadium     | 16 jan. – Arrowhead Stadium     |                                 |                          | 23 jan. – Arrowhead Stadium | 23 jan. – Arrowhead Stadium |                     |    | 30 jan. – Arrowhead Stadium | 30 jan. – Arrowhead Stadium |  |  | 13 feb. – SoFi Stadium | 13 feb. – SoFi Stadium |
|  | Kansas City Chiefs              | 42                              |                                 |                          | 23 jan. – Arrowhead Stadium | 23 jan. – Arrowhead Stadium |                     |    | 30 jan. – Arrowhead Stadium | 30 jan. – Arrowhead Stadium |  |  | 13 feb. – SoFi Stadium | 13 feb. – SoFi Stadium |
|  | Kansas City Chiefs              | 42                              |                                 |                          | 23 jan. – Arrowhead Stadium | 23 jan. – Arrowhead Stadium |                     |    | 30 jan. – Arrowhead Stadium | 30 jan. – Arrowhead Stadium |  |  | 13 feb. – SoFi Stadium | 13 feb. – SoFi Stadium |
|  | Pittsburgh Steelers             | 21                              |                                 |                          | 23 jan. – Arrowhead Stadium | 23 jan. – Arrowhead Stadium |                     |    | 30 jan. – Arrowhead Stadium | 30 jan. – Arrowhead Stadium |  |  | 13 feb. – SoFi Stadium | 13 feb. – SoFi Stadium |
|  | Pittsburgh Steelers             | 21                              | Kansas City Chiefs              | 42                       |                             |                             |                     |    | 30 jan. – Arrowhead Stadium | 30 jan. – Arrowhead Stadium |  |  | 13 feb. – SoFi Stadium | 13 feb. – SoFi Stadium |
|  | 15 jan. – Highmark Stadium      |                                 | Kansas City Chiefs              | 42                       |                             |                             |                     |    | 30 jan. – Arrowhead Stadium | 30 jan. – Arrowhead Stadium |  |  | 13 feb. – SoFi Stadium | 13 feb. – SoFi Stadium |
|  | Buffalo Bills                   | 36                              |                                 |                          |                             |                             |                     |    | 30 jan. – Arrowhead Stadium | 30 jan. – Arrowhead Stadium |  |  | 13 feb. – SoFi Stadium | 13 feb. – SoFi Stadium |
|  | Buffalo Bills                   | 36                              |                                 |                          |                             |                             |                     |    | 30 jan. – Arrowhead Stadium | 30 jan. – Arrowhead Stadium |  |  | 13 feb. – SoFi Stadium | 13 feb. – SoFi Stadium |
|  | Buffalo Bills                   | 47                              | 22 jan. – Nissan Stadium        | 22 jan. – Nissan Stadium | Kansas City Chiefs          | 24                          |                     |    |                             |                             |  |  | 13 feb. – SoFi Stadium | 13 feb. – SoFi Stadium |
|  | Buffalo Bills                   | 47                              | 22 jan. – Nissan Stadium        | 22 jan. – Nissan Stadium | Kansas City Chiefs          | 24                          |                     |    |                             |                             |  |  | 13 feb. – SoFi Stadium | 13 feb. – SoFi Stadium |
|  | New England Patriots            | 17                              | 22 jan. – Nissan Stadium        | 22 jan. – Nissan Stadium |                             |                             | Cincinnati Bengals  | 27 |                             |                             |  |  | 13 feb. – SoFi Stadium | 13 feb. – SoFi Stadium |
|  | New England Patriots            | 17                              | 22 jan. – Nissan Stadium        | 22 jan. – Nissan Stadium |                             |                             | Cincinnati Bengals  | 27 |                             |                             |  |  | 13 feb. – SoFi Stadium | 13 feb. – SoFi Stadium |
|  | 15 jan. – Paul Brown Stadium    | 15 jan. – Paul Brown Stadium    | Tennessee Titans                | 16                       | 30 jan. – SoFi Stadium      | 30 jan. – SoFi Stadium      |                     |    |                             |                             |  |  | 13 feb. – SoFi Stadium | 13 feb. – SoFi Stadium |
|  | 15 jan. – Paul Brown Stadium    | 15 jan. – Paul Brown Stadium    | Tennessee Titans                | 16                       | 30 jan. – SoFi Stadium      | 30 jan. – SoFi Stadium      |                     |    |                             |                             |  |  | 13 feb. – SoFi Stadium | 13 feb. – SoFi Stadium |
|  | 15 jan. – Paul Brown Stadium    | 15 jan. – Paul Brown Stadium    | Cincinnati Bengals              | 19                       | 30 jan. – SoFi Stadium      | 30 jan. – SoFi Stadium      |                     |    |                             |                             |  |  | 13 feb. – SoFi Stadium | 13 feb. – SoFi Stadium |
|  | Cincinnati Bengals              | 26                              | Cincinnati Bengals              | 19                       | 30 jan. – SoFi Stadium      | 30 jan. – SoFi Stadium      |                     |    |                             |                             |  |  | 13 feb. – SoFi Stadium | 13 feb. – SoFi Stadium |
|  | Cincinnati Bengals              | 26                              | 23 jan. – Raymond James Stadium |                          | 30 jan. – SoFi Stadium      | 30 jan. – SoFi Stadium      |                     |    |                             |                             |  |  | 13 feb. – SoFi Stadium | 13 feb. – SoFi Stadium |
|  | Las Vegas Raiders               | 19                              |                                 |                          | 30 jan. – SoFi Stadium      | 30 jan. – SoFi Stadium      |                     |    |                             |                             |  |  | 13 feb. – SoFi Stadium | 13 feb. – SoFi Stadium |
|  | Las Vegas Raiders               | 19                              |                                 |                          | 30 jan. – SoFi Stadium      | 30 jan. – SoFi Stadium      |                     |    |                             |                             |  |  | 13 feb. – SoFi Stadium | 13 feb. – SoFi Stadium |
|  | 16 jan. – Raymond James Stadium | 16 jan. – Raymond James Stadium | Cincinnati Bengals              | 20                       | 30 jan. – SoFi Stadium      | 30 jan. – SoFi Stadium      |                     |    |                             |                             |  |  |                        |                        |
|  | 16 jan. – Raymond James Stadium | 16 jan. – Raymond James Stadium | Cincinnati Bengals              | 20                       | 30 jan. – SoFi Stadium      | 30 jan. – SoFi Stadium      |                     |    |                             |                             |  |  |                        |                        |
|  | 16 jan. – Raymond James Stadium | 16 jan. – Raymond James Stadium | Los Angeles Rams                | 23                       | 30 jan. – SoFi Stadium      | 30 jan. – SoFi Stadium      |                     |    |                             |                             |  |  |                        |                        |
|  | 16 jan. – Raymond James Stadium | 16 jan. – Raymond James Stadium | Los Angeles Rams                | 23                       | 30 jan. – SoFi Stadium      | 30 jan. – SoFi Stadium      |                     |    |                             |                             |  |  |                        |                        |
|  | Tampa Bay Buccaneers            | 31                              |                                 |                          | 30 jan. – SoFi Stadium      | 30 jan. – SoFi Stadium      |                     |    |                             |                             |  |  |                        |                        |
|  | Tampa Bay Buccaneers            | 31                              |                                 |                          | 30 jan. – SoFi Stadium      | 30 jan. – SoFi Stadium      |                     |    |                             |                             |  |  |                        |                        |
|  | Philadelphia Eagles             | 15                              |                                 |                          | 30 jan. – SoFi Stadium      | 30 jan. – SoFi Stadium      |                     |    |                             |                             |  |  |                        |                        |
|  | Philadelphia Eagles             | 15                              | Tampa Bay Buccaneers            | 27                       | 30 jan. – SoFi Stadium      | 30 jan. – SoFi Stadium      |                     |    |                             |                             |  |  |                        |                        |
|  | 17 jan. – SoFi Stadium          |                                 | Tampa Bay Buccaneers            | 27                       | 30 jan. – SoFi Stadium      | 30 jan. – SoFi Stadium      |                     |    |                             |                             |  |  |                        |                        |
|  | Los Angeles Rams                | 30                              |                                 |                          | 30 jan. – SoFi Stadium      | 30 jan. – SoFi Stadium      |                     |    |                             |                             |  |  |                        |                        |
|  | Los Angeles Rams                | 30                              |                                 |                          | 30 jan. – SoFi Stadium      | 30 jan. – SoFi Stadium      |                     |    |                             |                             |  |  |                        |                        |
|  | Los Angeles Rams                | 34                              | 22 jan. – Lambeau Field         | 22 jan. – Lambeau Field  | Los Angeles Rams            | 20                          |                     |    |                             |                             |  |  |                        |                        |
|  | Los Angeles Rams                | 34                              | 22 jan. – Lambeau Field         | 22 jan. – Lambeau Field  | Los Angeles Rams            | 20                          |                     |    |                             |                             |  |  |                        |                        |
|  | Arizona Cardinals               | 11                              | 22 jan. – Lambeau Field         | 22 jan. – Lambeau Field  |                             |                             | San Francisco 49ers | 17 |                             |                             |  |  |                        |                        |
|  | Arizona Cardinals               | 11                              | 22 jan. – Lambeau Field         | 22 jan. – Lambeau Field  |                             |                             | San Francisco 49ers | 17 |                             |                             |  |  |                        |                        |
|  | 16 jan. – AT&T Stadium          | 16 jan. – AT&T Stadium          | Green Bay Packers               | 10                       |                             |                             |                     |    |                             |                             |  |  |                        |                        |
|  | 16 jan. – AT&T Stadium          | 16 jan. – AT&T Stadium          | Green Bay Packers               | 10                       |                             |                             |                     |    |                             |                             |  |  |                        |                        |
|  | 16 jan. – AT&T Stadium          | 16 jan. – AT&T Stadium          | San Francisco 49ers             | 13                       |                             |                             |                     |    |                             |                             |  |  |                        |                        |
|  | Dallas Cowboys                  | 17                              | San Francisco 49ers             | 13                       |                             |                             |                     |    |                             |                             |  |  |                        |                        |
|  | Dallas Cowboys                  | 17                              |                                 |                          |                             |                             |                     |    |                             |                             |  |  |                        |                        |
|  | San Francisco 49ers             | 23                              |                                 |                          |                             |                             |                     |    |                             |                             |  |  |                        |                        |
|  | San Francisco 49ers             | 23                              |                                 |                          |                             |                             |                     |    |                             |                             |  |  |                        |                        |